# Onobrychis psoraleifolia
Onobrychis psoraleifolia är en ärtväxtart som beskrevs av Pierre Edmond Boissier. Onobrychis psoraleifolia ingår i släktet esparsetter, och familjen ärtväxter. Inga underarter finns listade i Catalogue of Life.